# Adland
Adland er en websted, der handler om reklame. Siden blev startet af Åsk Wäppling i 1996. Fire år senere, i 2000, blev det til en blog.
Siden har omkring 90.000 medlemmer og leverer daglige nyheder. Brugerne har desuden mulighed for at lægge deres egne reklamefilm, radioreklamer og kampagner op på siden. Dette gør, at der i dag findes et arkiv på mere end 46.000 offentligt tilgængelige reklamefilm. Det er bl.a. verdens største database af Super Bowl-reklamer i kraft af, at der er reklamer tilbage fra 1969.
Brugerne af Adland har været med til at skabe nye ord og udtryk, som har fundet deres plads i den engelsksprogede reklameverden. Eksempelvis har ordet adgrunts således givet navn til en serie om reklamemennesker.
Efterhånden har siden vokset sig til en af Europas største sider om emnet. I 2000 blev bloggen fremhævet sammen med fire andre som en side, der "fortjener opmærksomhed" i marketingbogen Essentials of Marketing Research. 19. juli 2008 blev Adland opgjort til at være den næststørste blog i Europa om reklamer.
Danske Lund's Byro udnyttede i 2005 sidens popularitet til at at udskrive en navnekonkurrence blandt brugerne. Vinderen var en svensk kok og reklamemand, der foreslog navnet MARASCHINO, som virksomheden efterfølgende så skiftede navn til.